# Galveston (Indiana)
Galveston è un comune (town) degli Stati Uniti d'America della contea di Cass nello Stato dell'Indiana. La popolazione era di 1,311 persone al censimento del 2010.

## Storia
Galveston è stata progettata nel 1854. Probabilmente prende il nome dalla città di Galveston nel Texas, anche se una credenza locale dice che "una ragazza col giubbino" è la causa della scelta del nome. Galveston è stata incorporata come città nel 1870.

## Geografia fisica
Secondo lo United States Census Bureau, ha un'area totale di 0,52 miglia quadrate (1,35 km²).

## Società

### Evoluzione demografica
Secondo il censimento del 2010, c'erano 1,311 persone.

### Etnie e minoranze straniere
Secondo il censimento del 2010, la composizione etnica della città era formata dal 96,9% di bianchi, lo 0,5% di afroamericani, lo 0,3% di nativi americani, lo 0,5% di asiatici, lo 0,4% di altre razze, e l'1,4% di due o più etnie. Ispanici o latinos di qualunque razza erano l'1,6% della popolazione.